# Норифуми Шима
Норифуми Шима (Норихито Шима) (на японски: 島紀史) е японски китарист. Лидер на хевиметъл групата Кончерто Мун. Роден в град Амагазаки, префектура Хього.

## История
На 4-годишна възраст започва да учи пиано, а на 13-годишна възраст започва да свири на китара под влиянието на Ричи Блекмор от Рейнбоу.
Създават Crystal Clear през 1994 г. и напускат на следващата година.
Създава Concerto Moon през 1996 г.
От 2000 г. до 2002 г. и от 2005 г. до 2007 г. е активен в Double Dealer.
През 2004 г. Кончерто Мун временно преустановява дейността си, но през 2007 г. се възобновява и продължава.

## Други дейности
През 1997 г., преди групата да дебютира, те участват в записа на тематична песен, свързана с All Japan Pro-Wrestling. Песните, в които участва Shima, са включени в All Japan Pro Wrestling Theme Perfect Collection Red Corne и All Japan Pro Wrestling Theme Perfect Collection ~ Blue Corner. Присъединява се към Stand през 2010 г. (Masafumi Yamamoto, барабан Kenji Kanemitsu) Участва във Fruitrochette на живо през 2014 г. и промоционално видео през 2015 г.

## Жанр
По отношение на жанра, това е неокласически стил след Ингви Малмстийн, а основните му характеристики включват бързо подбиране и размахващо свирене . Повлияни от Джими Хендрикс, Ричи Блекмор, Ули Джон Рот, Ингви Малмстийн и др., техните стилове използват главно уредби на Стратокастър и Маршал.

## Инструменти и музикални уредби
Китарата е Schecter от Concerto Moon и Double Dealer и Фендер Стратокастър. Пикапът е chicken shack (съвместна разработка на производителя и острова). Усилвателите са Маршал1967 Major и VintageModern. Ефекторите включват MAXON OD-9, OD808, ST-9, Ibanez TS-9DX, BOSS noise supressor, MXR carbon copy (аналогово забавяне). Тунерът е произведен от Korg.
От ерата на Double Dealer той използва китара с форма на Фендер Стратокастър, но обява в Туитър на 17 декември 2013 г. , че договорът за одобрение със Schecter е приключил. В момента той използва Fender Japan Stratocaster, който е обявен в Туитър на 27 декември същата година и представен в блога на Fender Japan на 7 януари 2014 г.
Поддръжката на Fruitrochette използва Charvel Stratotype.

## Дискография

### С Concerto Moon
- Fragments of the Moon – 1997
- From Father to Son – 1998
- Rain Forest – 1999
- Gate of Triumph – 2001
- Destruction and Creation – 2002
- Life on the Wire – 2003
- After the Double Cross – 2004
- Decade of the Moon – 2005
- Rise from Ashes – 2008
- Angel of Chaos – 2010
- Savior Never Cry – 2011
- Black Flame – 2013
- Between Life and Death – 2015
- Tears of Messiah – 2017
- Ouroboros – 2019
- Rain Fire – 2020

### С Double Dealer
- Double Dealer – 2000
- Deride on the Top – 2001
- Fate & Destiny – 2005
- Fate & Destiny Tour 2005 Live in Osaka (на живо) – 2006
- Desert of Lost Souls – 2007